# Онья (Бургос)
Онья (ісп. Oña) — муніципалітет в Іспанії, у складі автономної спільноти Кастилія-і-Леон, у провінції Бургос. Населення — 1224 особи (2010).
Муніципалітет розташований на відстані близько 260 км на північ від Мадрида, 48 км на північний схід від Бургоса.
На території муніципалітету розташовані такі населені пункти: (дані про населення за 2010 рік)
- Барсіна-де-лос-Монтес: 47 осіб
- Бентретеа: 5 осіб
- Кастельянос-де-Буреба: 4 особи
- Сереседа: 8 осіб
- Корнуділья: 74 особи
- Ермосілья: 23 особи
- Ла-Моліна-дель-Портільйо-де-Бусто: 17 осіб
- Онья: 851 особа
- Ла-Парте-де-Буреба: 100 осіб
- Пенчес: 20 осіб
- Піно-де-Буреба: 26 осіб
- Термінон: 23 особи
- Вільянуева-де-лос-Монтес: 12 осіб
- Сангандес: 14 осіб

## Демографія
Динаміка населення (INE ):

## Галерея зображень

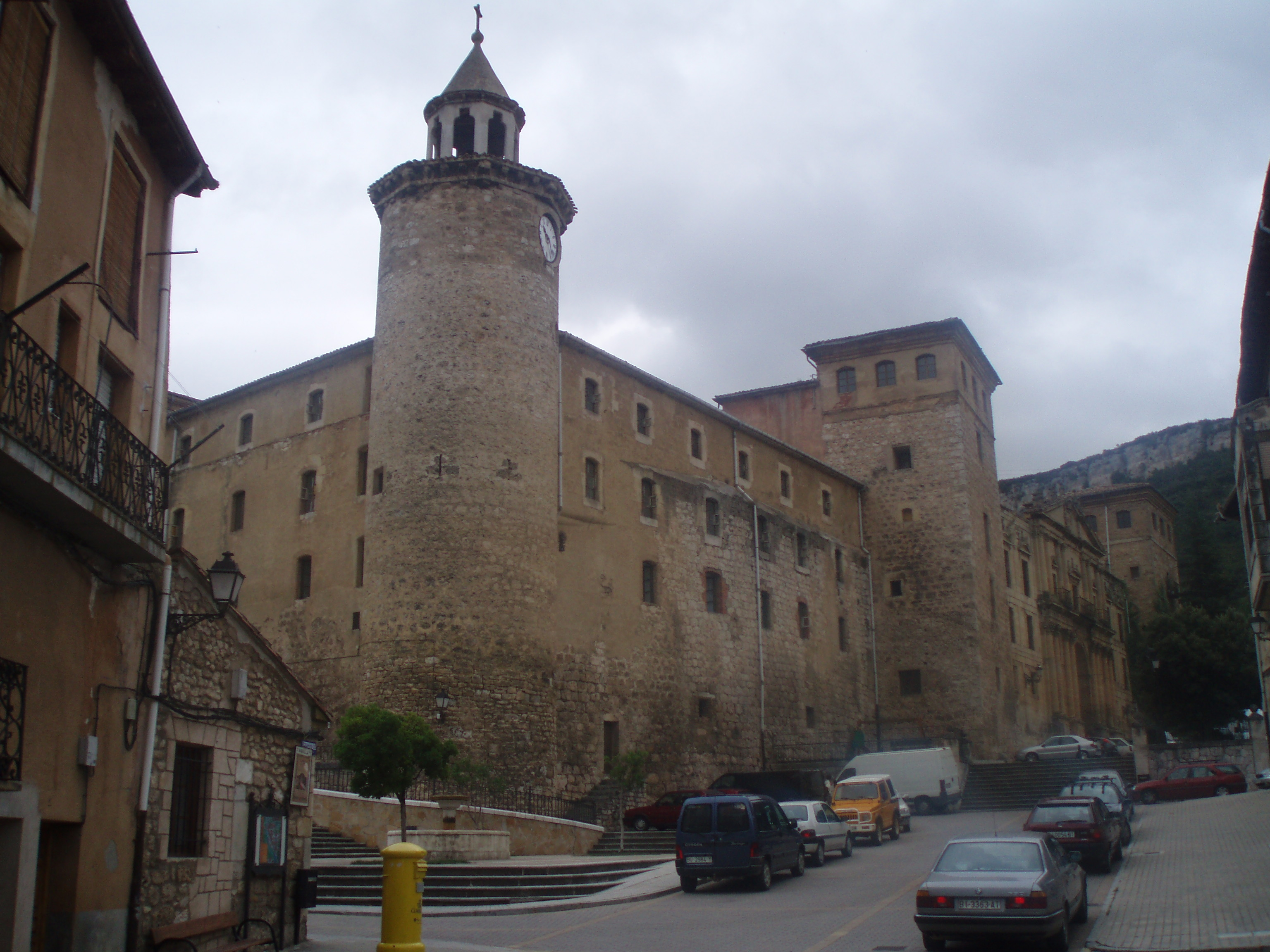
Панорама
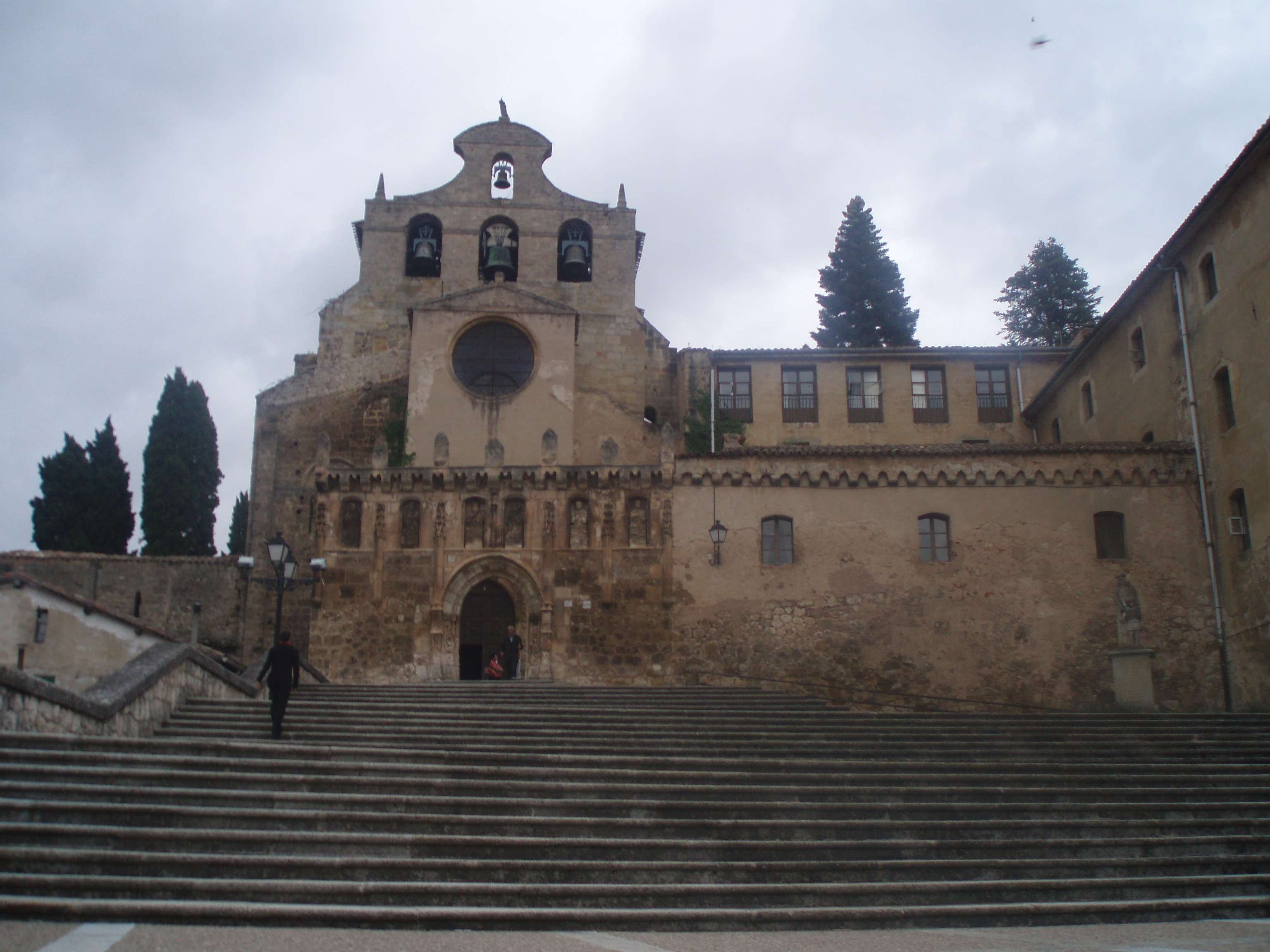
Монастир Сан-Сальвадор